# Campbell Soup Company
Campbell Soup Company (znany też jako Campbell's; NYSE: CPB) – amerykański producent zup w puszkach, sosów i innych produktów spożywczych. Produkty firmy Campbell's sprzedawane są w 120 krajach świata. 
Przedsiębiorstwo zostało założone w 1869 roku, a jego główna siedziba znajduje się w Camden w stanie New Jersey.